# Logística militar

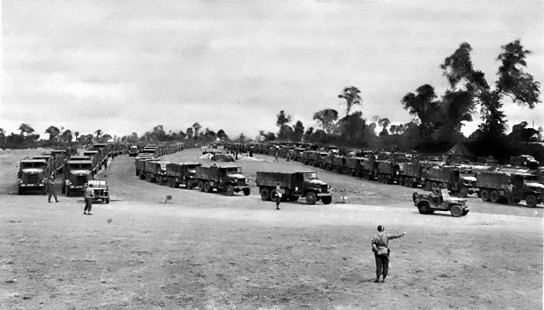
Camions del Red Ball Express, organitzats per proveir les forces aliades a França després del desembarcament de Normandia, passant per un punt de regulació, 1944

La logística militar és la disciplina que s'encarrega de planificar i dur a terme el moviment, el subministrament i el manteniment de les forces militars. En el seu sentit més complet, són aquells aspectes o operacions militars que tracten diversos aspectes.
Aquests elements són el disseny, desenvolupament, adquisició, emmagatzematge, distribució, manteniment, evacuació i disposició de material; el transport de personal; l'adquisició o construcció, manteniment, explotació i disposició d'instal·lacions, i finalment el suport mèdic i de serveis sanitaris.

## Història

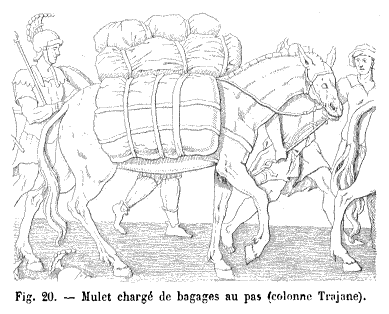
Mules d'equipatge a l'exèrcit romà c. 100 dC, representades a la Columna de Trajà.

La paraulav prové de l'adjectiu grec logistikos que significa «relatiu al càlcul». El primer ús administratiu de la paraula va ser a l'època romana i romana d'Orient quan hi havia un funcionari administratiu militar amb el títol de Logista. En aquell moment, la paraula aparentment implicava una habilitat que tenia a veure amb els càlculs numèrics.
Històricament, els subministraments per a un exèrcit s'obtenien primer mitjançant la recerca d'alimentació o el saqueig, especialment en el cas d'aliments i farratge, encara que si viatjava per una regió desolada o es quedava en un lloc durant massa temps els recursos es podrien esgotar ràpidament. Un segon mètode era que l'exèrcit portés el que calia, ja fos amb vaixells, animals de càrrega, vagons o a l'esquena dels mateixos soldats. Això va permetre a l'exèrcit una mica d'autosuficiència, i fins al segle xix la major part de la munició que un soldat necessitava per a una campanya sencera es podia portar sobre la seva persona. No obstant això, aquest mètode va conduir a un extens tren d'equipatges que podria frenar l'avanç de l'exèrcit i el desenvolupament d'armes de tir més ràpid va superar aviat la capacitat d'un exèrcit de proveir-se. A partir de la Revolució Industrial, els nous avenços tecnològics, tècnics i administratius van donar lloc a un tercer mètode, el de mantenir els subministraments en una zona posterior i transportar-los al front. Això va provocar una "revolució logística" que va començar al segle xx i va millorar dràsticament les capacitats dels exèrcits moderns alhora que els feia molt dependents d'aquest nou sistema.